# Bruchus gibbosus
Bruchus gibbosus is een keversoort uit de familie bladkevers (Chrysomelidae). De wetenschappelijke naam van de soort werd in 1790 gepubliceerd door Guillaume-Antoine Olivier.